# Ronco Canavese
Ronco Canavese (Ronc in piemontese, Rounc in francoprovenzale) è un comune italiano di 385 abitanti della città metropolitana di Torino in Piemonte. È il paese di riferimento per la Valle Soana, nonché principale centro di interesse.

## Geografia fisica
Ronco si trova in Val Soana, in destra idrografica dell'omonimo torrente. Il paese è costituito da diverse frazioni e Ronco ne è il capoluogo. Tra le frazioni principali si possono elencare: Tiglietto, Forzo, Servino, Guaira, Cernisio, Scandosio, Nivolastro, Lilla e Montelavecchia.

## Monumenti e luoghi d'interesse
- Chiesa parrocchiale di Ronco, distaccatasi dalla parrocchia di Campiglia nel 1280, è stata restaurata a più riprese nel 1809 e nuovamente nel 1887. La costruzione si presenta in gran parte realizzata in pietra col tetto a "lose", tipico delle costruzioni montane. L'ingresso è preceduto da un pronao poggiante su colonne in pietra
- Chiesa di San Rocco. Immersa nella natura tra prati e boschi, la chiesa di San Rocco risale al XVII secolo e venne realizzata su iniziativa degli abitanti locali, dal momento che il culto di san Rocco è ancora oggi particolarmente sentito delle frazioni di Villanuova, Lilla, Fucina, Costabina, Montelavecchia e Boggera. Nel 1765 prese il nome di "Chiesa di San Rocco in Costabina", denominazione che mantenne in buona parte dei documenti storici successivi al periodo
- Santuario Madonna del Crest, in località Castellaro : dedicata alla madonna della Neve e degli emigranti, caratterizzata esternamente da una statua raffigurante la Vergine Maria a braccia aperte, mentre veglia sull'operato di un vetraio e di un calderaio. A sinistra della scultura si trova un crocifisso a fianco del quale si trova la statua di una donna coi costumi tipici della Val Soana, inginocchiata nell'atto di piangere per la perdita di una persona cara. Accanto si trovano scolpiti gli attrezzi tipici dei lavori svolti in passato, dal mondo dell'agricoltura a quello dell'artigianato e dell'estrazione mineraria. Il santuario, all'interno, ricorda anche i molti vetrai provenienti dalla Valle Soana che caddero sul lavoro in Francia ed in Svizzera, con una grande ara contraddistinta da sessantotto fiammelle, una per ogni defunto commemorato
- Casaforte di Servino o Gran Betun, situata a 1460 m di quota e raggiungibile per sentiero
- Parco nazionale del Gran Paradiso
- Fucina del rame in località Castellaro, all'ingresso del paese
- Le "marmitte dei Giganti" nel torrente Soana, in località Castellaro

## Società

### Evoluzione demografica
Negli ultimi cento anni, a partire dal 1921, la popolazione residente si è ridotta del 90 % .
Abitanti censiti

## Amministrazione
Di seguito è presentata una tabella relativa alle amministrazioni che si sono succedute in questo comune.
| Periodo          | Periodo         | Primo cittadino          | Partito                               | Carica      | Note  |
| ---------------- | --------------- | ------------------------ | ------------------------------------- | ----------- | ----- |
| 4 giugno 1985    | 10 giugno 1990  | Silvano Edoardo Crosasso | -                                     | Sindaco     | [ 5 ] |
| 10 giugno 1990   | 24 aprile 1995  | Silvano Edoardo Crosasso | lista civica                          | Sindaco     | [ 5 ] |
| 24 aprile 1995   | 14 giugno 1999  | Rodolfo Recrosio         | -                                     | Sindaco     | [ 5 ] |
| 14 giugno 1999   | 8 novembre 2000 | Rodolfo Recrosio         | lista civica                          | Sindaco     | [ 5 ] |
| 29 novembre 2000 | 14 maggio 2001  | Guido Vulpetti           |                                       | Comm. pref. | [ 5 ] |
| 14 maggio 2001   | 30 maggio 2006  | Erminia Boetto           | lista civica                          | Sindaco     | [ 5 ] |
| 30 maggio 2006   | 16 maggio 2011  | Danilo Crosasso          | lista civica                          | Sindaco     | [ 5 ] |
| 16 maggio 2011   | 5 giugno 2016   | Danilo Crosasso          | lista civica Rinnovamento democratico | Sindaco     | [ 5 ] |
| 5 giugno 2016    | 4 ottobre 2021  | Danilo Crosasso          | lista civica Rinnovamento democratico | Sindaco     | [ 5 ] |
| 4 ottobre 2021   | in carica       | Lorenzo Giacomino        | lista civica                          | Sindaco     | [ 5 ] |

### Altre informazioni amministrative
Il comune faceva parte della Comunità Montana Valli Orco e Soana.

## Galleria d'immagini

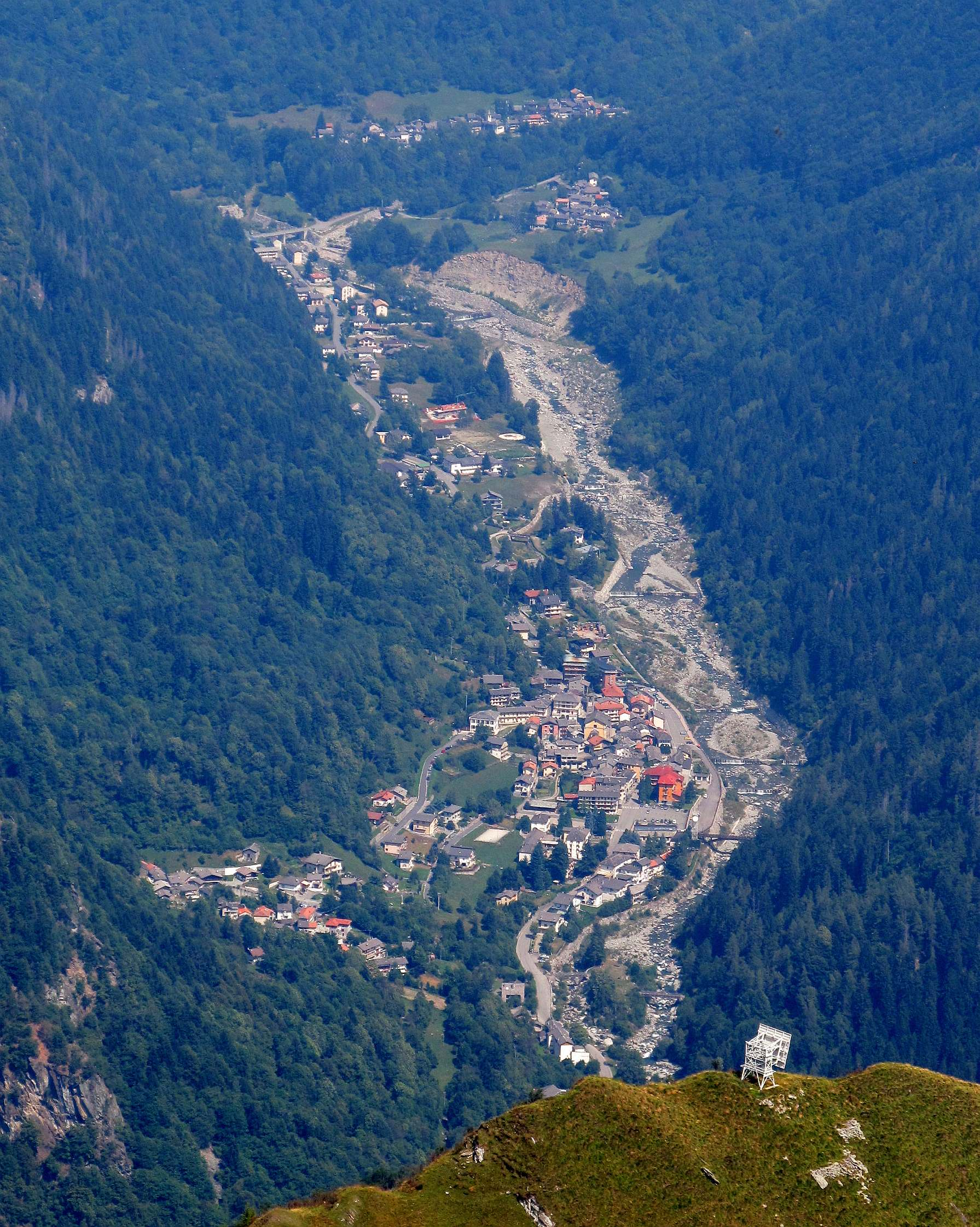
Panorama dalla Cima Rosta
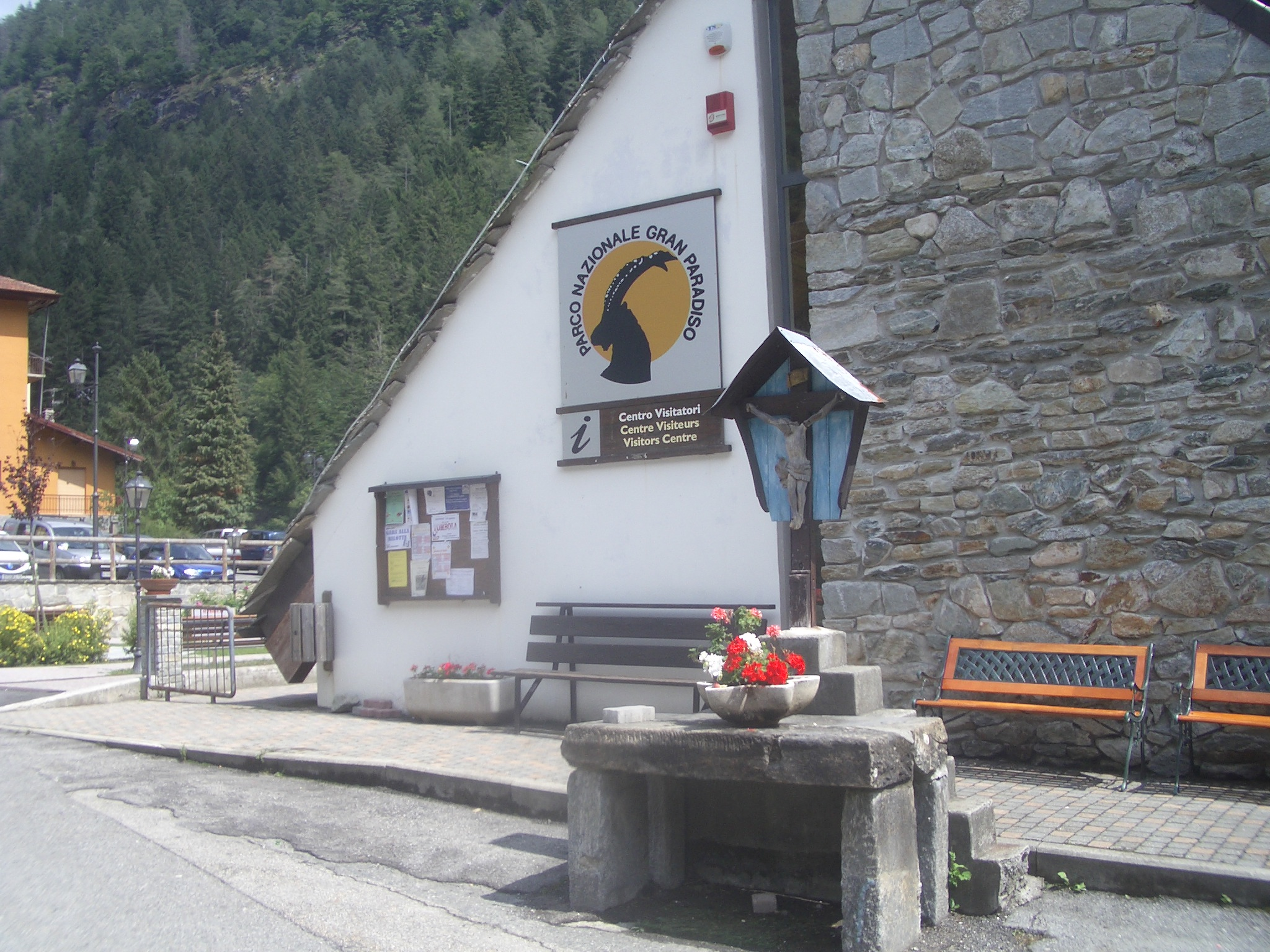
Veduta del paese con il logo del Parco nazionale del Gran Paradiso
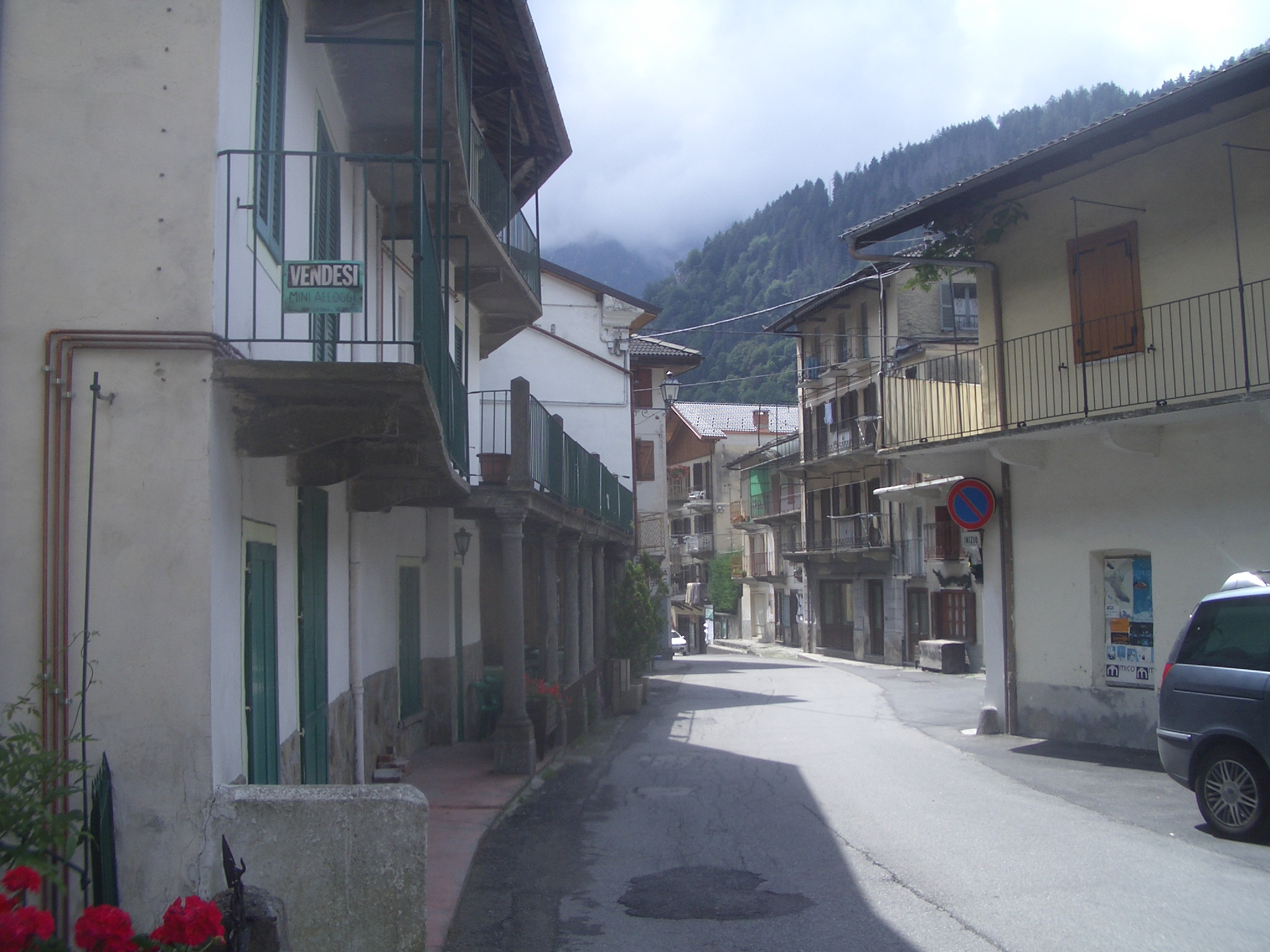
Veduta del paese
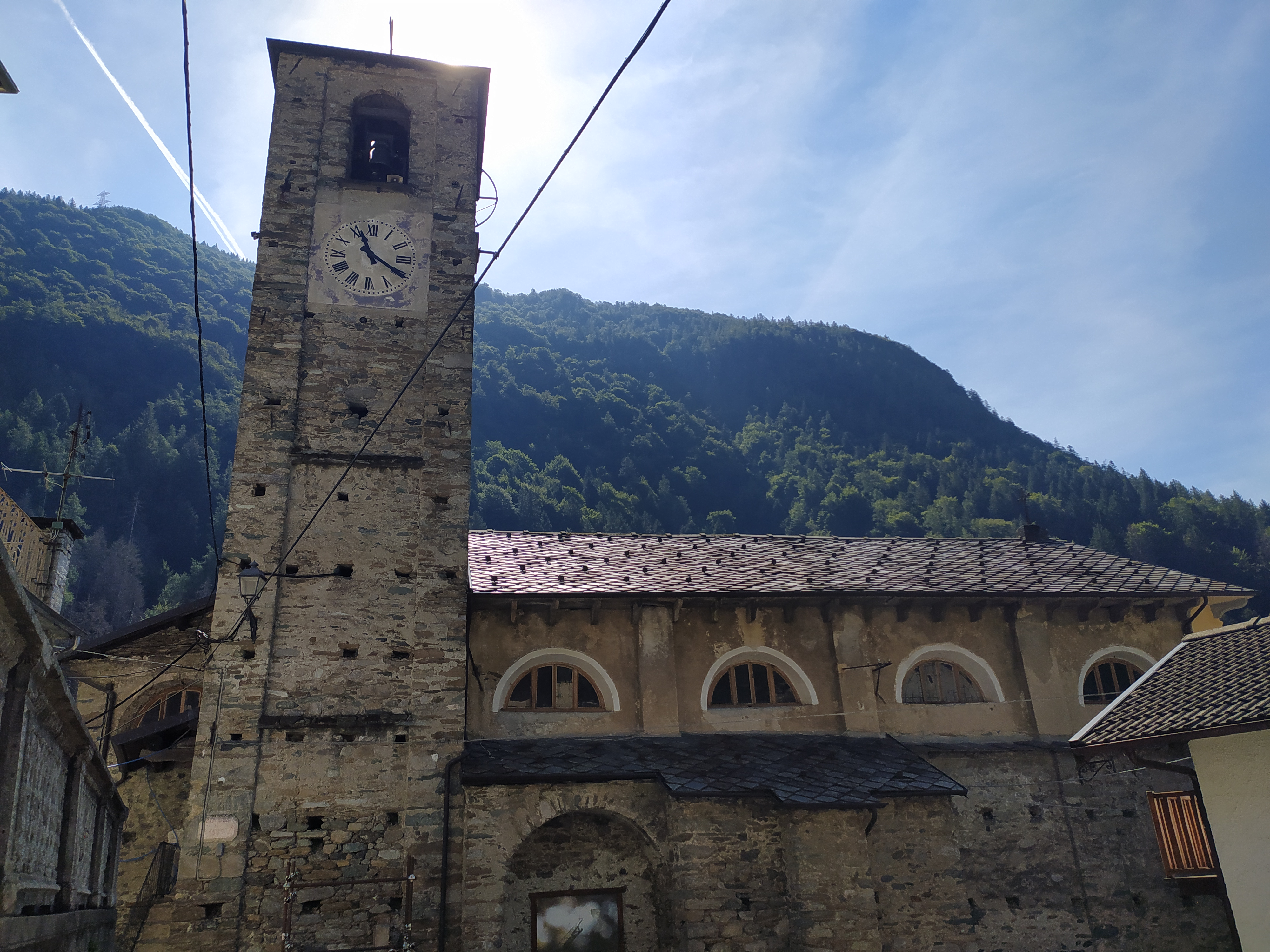
Chiesa Parrocchiale
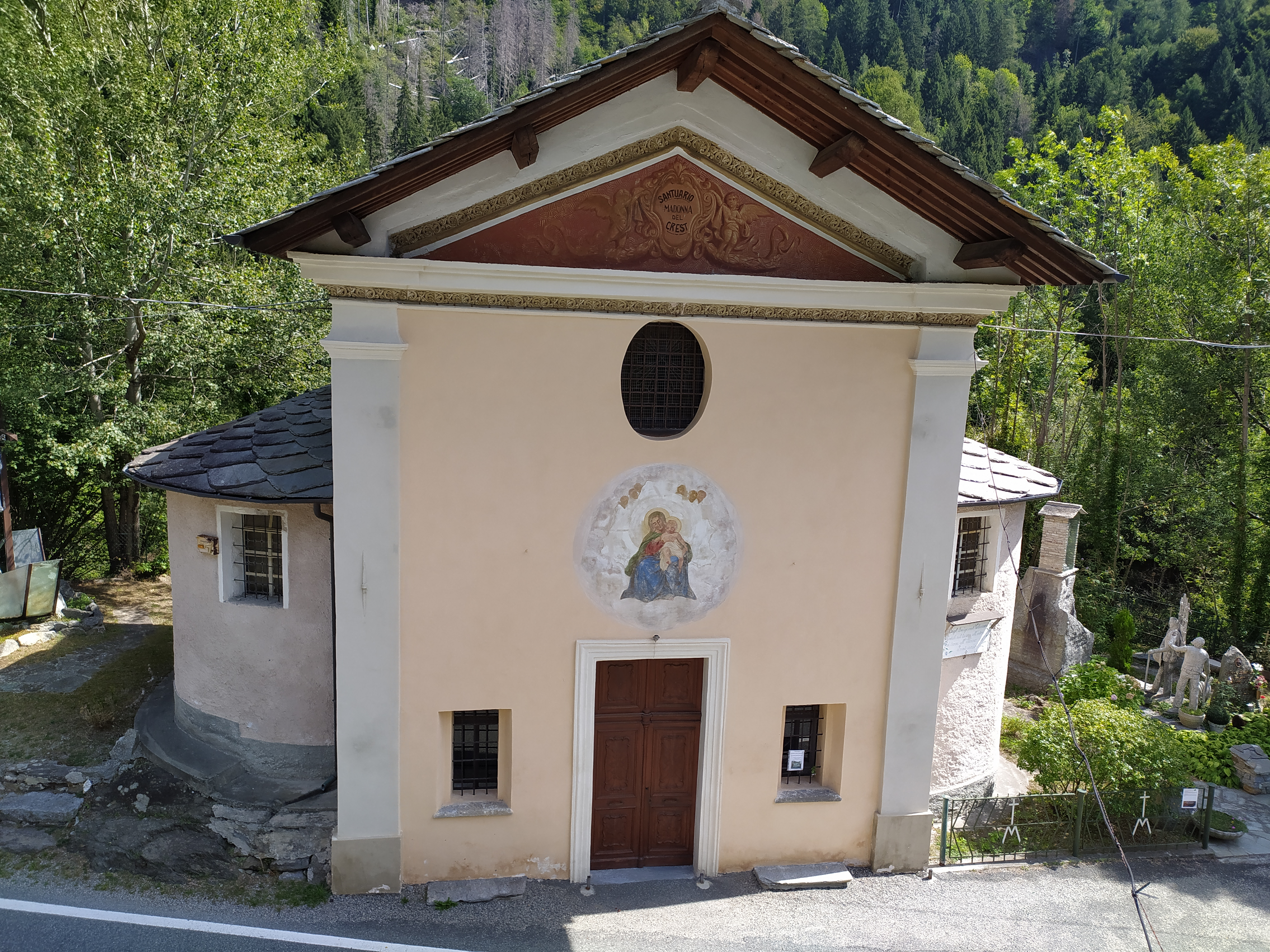
Santuario Madonna del Crest
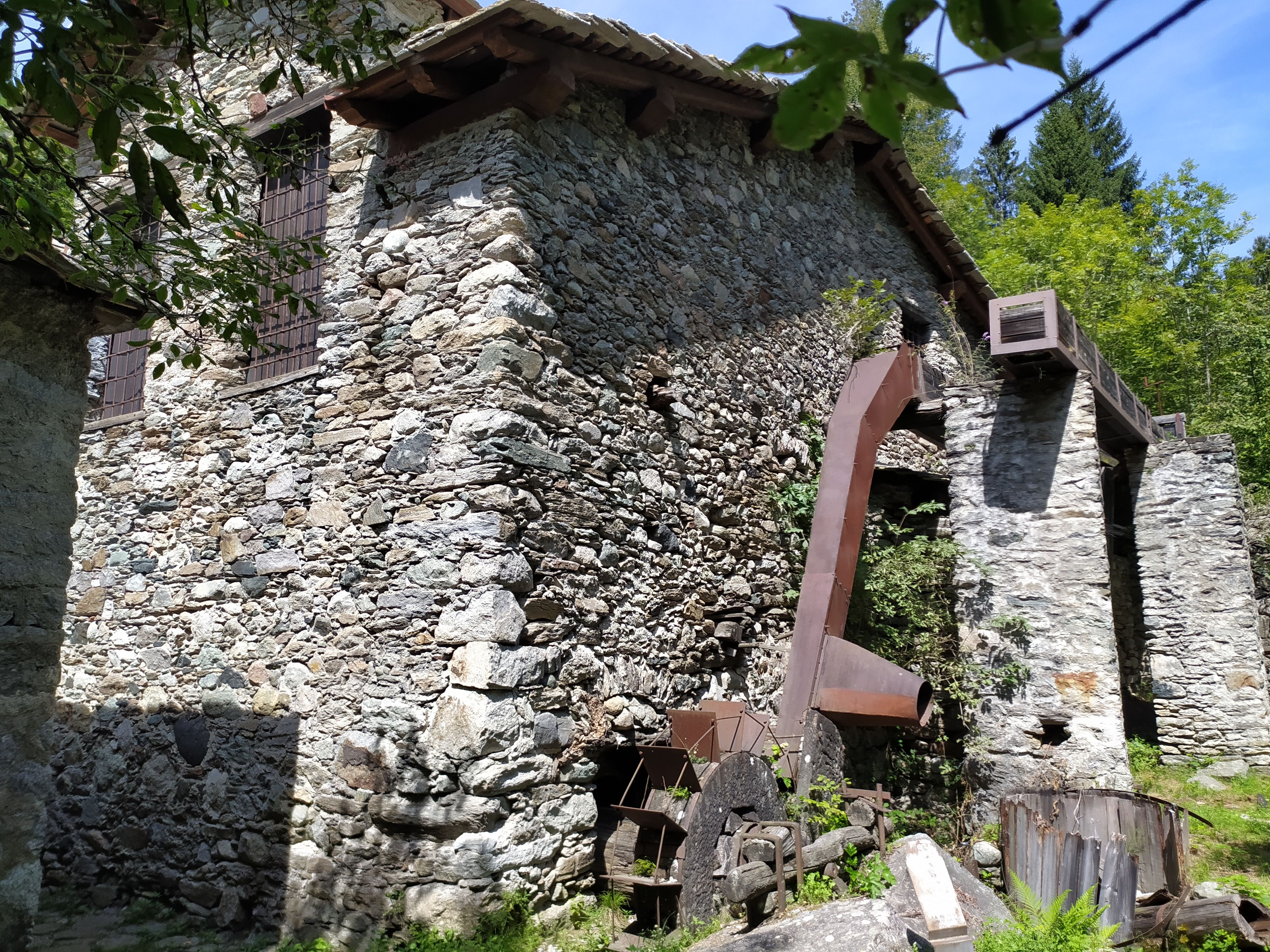
Edificio della Fucina del rame
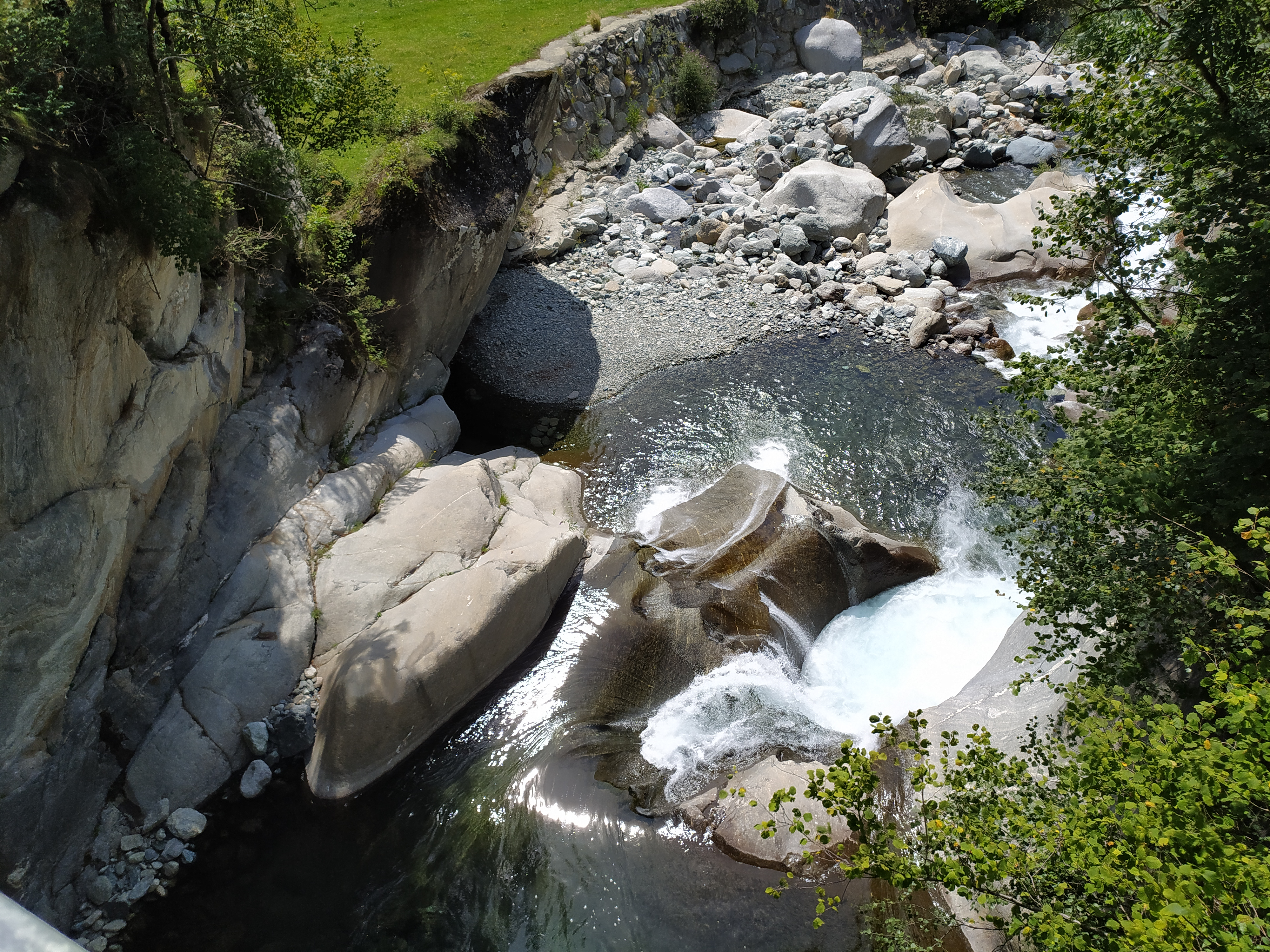
La "Marmitta del Gigante" nel torrente Soana